# Mikaela Hoover

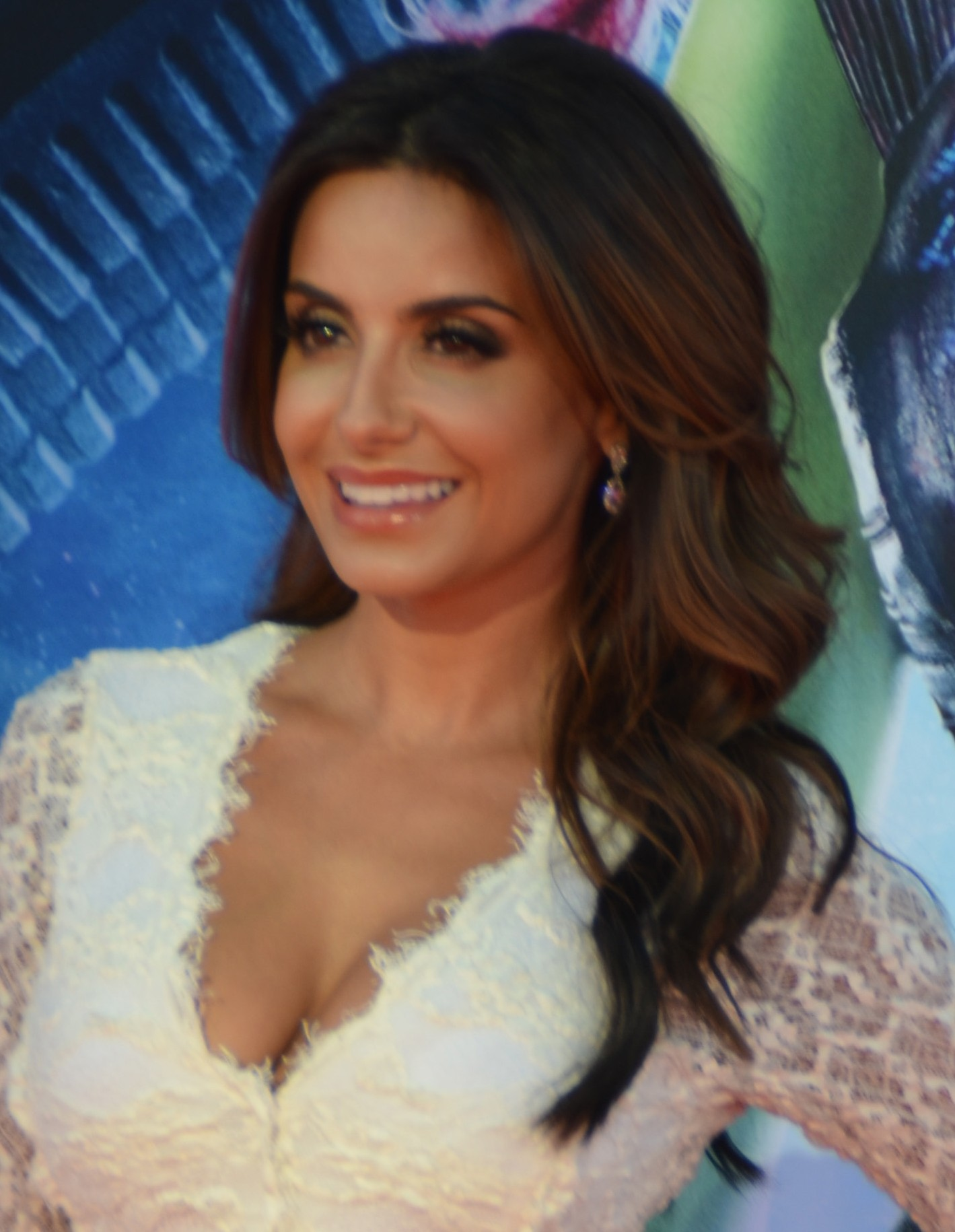
Mikaela Hoover bei der Premiere von Guardians of the Galaxy, 2014

Mikaela Hoover (* 12. Juli 1984 in Colbert, Washington) ist eine US-amerikanische Schauspielerin.

## Leben und Karriere
Mikaela Hoover wurde in der Stadt Colbert, im US-Bundesstaat Washington, als ältestes von vier Kindern geboren. Sie ist teils spanisch-italienisch-iranischer Abstammung. Nach der Schule wurde sie für das Theaterprogramm an der Loyola Marymount University in Los Angeles akzeptiert und schloss diese später mit dem Bachelor erfolgreich ab.
Hoover ist seit 2006 als Schauspielerin aktiv. Sie übernahm vor allem Gastrollen in Serien wie How I Met Your Mother, Anger Management oder Two and a Half Men. 2008 spielte sie als Madison Westerbrook eine wiederkehrende Rolle in der Serie Sorority Forever.
2014 spielte sie eine kleine Rolle in James Gunns Superheldenfilm Guardians of the Galaxy. Nach Super – Shut Up, Crime! aus dem Jahr 2010 war dies die zweite Zusammenarbeit mit dem Regisseur. 2016 spielte sie erneut in einem James-Gunn-Film, Das Belko Experiment, mit. Weitere Kooperationen der beiden folgten. Ihr Schaffen als Film- und Fernsehschauspielerin umfasst mehr als 40 Produktionen.

## Filmografie
- 2006: Sam Has 7 Friends (Fernsehserie)
- 2007: Chaos auf 4 Pfoten (Frank)
- 2008: Cockpit (Fernsehserie, 4 Episoden)
- 2008: Casanovas (Fernsehserie, Episode 1x11)
- 2008: Sparky & Mikaela (James Gunn's Sparky and Mikaela, Fernsehserie, Episode 1x01)
- 2008: Sorority Forever (Fernsehserie, 33 Episoden)
- 2008: Humanzee! (James Gunn's Humanzee, Fernsehserie, Episode 1x01)
- 2009: James Gunn’s PG Porn (Webserie, Episode 1x06)
- 2009: Lost Dream
- 2010: Team Unicorn (Fernsehserie, Episode 1x01)
- 2010: Super – Shut Up, Crime! (Super)
- 2010: How I Met Your Mother (Fernsehserie, Episode 6x06 Kinderkram)
- 2011–2012: Happy Endings (Fernsehserie, 2 Episoden)
- 2012: Anger Management (Fernsehserie, 2 Episoden)
- 2013: Two and a Half Men (Fernsehserie, Episode 10x19 Tragen Schafe Lippenstift?)
- 2013: The League (Fernsehserie, Episode 5x03)
- 2014: Back in the Day
- 2014: Saint George (Fernsehserie, Episode 1x01)
- 2014: Guardians of the Galaxy
- 2014: Playing It Cool
- 2014: Cuz-Bros (Fernsehfilm)
- 2015: Zombie Basement (Fernsehserie, Episode 1x01)
- 2015: Fantasy Life (Fernsehfilm)
- 2016: Das Belko Experiment (The Belko Experiment)
- 2017: Alexander IRL
- 2017: 2 Broke Girls (Fernsehserie, 2 Episoden)
- 2017: The Guest Book (Fernsehserie, Episode 1x03)
- 2017: Lucifer (Fernsehserie, Episode 3x08 Lucinda)
- 2019: Airplane Mode
- 2020: Guest House
- 2020: Holidate
- 2021: The Suicide Squad
- 2021: Love Hard
- 2023: Guardians of the Galaxy Vol. 3 (Stimme im Original)
- 2023: Zero Hour
- 2025: Superman